# Рудольф (герцог Лотарингії)
Рудольф (Рауль) I Звитяжний (нім. Rudolf, фр. Raoul le Vaillant; 1320 — 26 серпня 1346) — герцог Лотарингії в 1329—1346 роках.

## Життєпис
Походив з Лотаринзького дому. Єдиний син Фрідріха IV, герцога Лотарингії, та Єлизавети Габсбург. Народився 1320 року. У 1329 році після смерті батька став новим правителем Лотарингії. Водночас одружився з Елеонорою, представницею Монбельярського дому. Через малий вік до 1334 року перебував під опікою матері. 
Замолоду долучався до військових кампаній, що відбувалися у Франції. Після смерті дружини одружився вдруге в 1334 році. У 1337 році вступив у конфлікт з Генріхом IV, графом Бара, який відмовився принести оммаж за ті кілька сеньйорів, які він отримав від герцога. У відповідь Рудольф I сплюндрував Понт-а-Муссон і околиці. Ця війна закінчилася лише завдяки втручанню французького короля Філіппа VI Валуа.
Надалі став орієнтуватися на Францію, зміцнивши зв'язки з династією Валуа, став активним учасником Столітньої війни. Разом з французьким королем брав участь в знятті англійської облоги міста Турне у 1340 році.
Під час англо-французького перемир'я вирушив до Іспанії, де відзначився у війні проти Гранадського емірату, зокрема в Гібралтарській битві 3 листопада 1340 року. Повернувшись до Франції, у 1341 році допомагав своєму зятю Карлу де Блуа у Війні за бретонську спадщину.
У 1342 році знову вступив у конфлікт з Генріхом IV, графом Бар, а також Адемаром де Монтейлем, єпископом Мецу. Втім до бойових дій справа не дійшла. Завдяки арбітражу Яна I, короля Богемії і графа Люксембургу, у 1343 році відбулася домовленість з графом Бара, а 1344 року — єпископом Меца. Герцог Рудольф загинув в битві при Кресі 26 серпня 1346 року. Йому спадкував син Жан при регентстві Марії де Блуа.

## Родина
1. Дружина — Елеонора, донька Едуарда I де Монбельяра, графа Бара.
Дітей не було
2. Дружина — Марія, донька графа Гі І де Блуа і Маргарити Валуа
Діти:
- близнюки (до 1343)
- Жан (1346—1390), герцог Лотарингії